# Olympische Jugend-Sommerspiele 2018/Teilnehmer (Malta)
| Gelbes Symbol für Goldmedaillen mit stilisierten Olympischen Ringen | Graues Symbol für Silbermedaillen mit stilisierten Olympischen Ringen | Braundes Symbol für Bronzemedaillen mit stilisierten Olympischen Ringen |
| ------------------------------------------------------------------- | --------------------------------------------------------------------- | ----------------------------------------------------------------------- |
| —                                                                   | —                                                                     | —                                                                       |

Die Jugend-Olympiamannschaft von Malta für die III. Olympischen Jugend-Sommerspiele vom 6. bis 18. Oktober 2018 in Buenos Aires (Argentinien) bestand aus vier Athleten. Sie konnten keine Medaillen gewinnen.

## Athleten nach Sportarten

### Gewichtheben
Mädchen
- Shelby Mangion Vassallo

### Leichtathletik
Jungen
- Jacob El Aida Chaffey

### Schwimmen
Jungen
- Rudi Spiteri

### Tennis
Mädchen
- Francesca Curmi